# Geneva (Minnesota)
Geneva – miasto w Stanach Zjednoczonych, w stanie Minnesota, w hrabstwie Freeborn.